# Балдур
Балдур (съвременен исландски: Baldur; Balder – в съвременния норвежки, шведски и датски) е, в скандинавската митология, бог на светлината и правдата, втори син на Один в германския паганизъм.
През 12 век датски записки от Саксон Граматик и други датски и латински хронисти отбелязват историята на този бог. Съставени в Исландия през 13 век, но базирани на много по-стара скандинавска поезия, Поетичната Еда и, базирана най-вече на нея, Прозаичната Еда събрали и съдържали голям брой източници за смъртта на Балдур като голяма трагедия и като предвестник на Рагнарьок.
Според източниците съпругата на Балдур е Нана, а техният син – Форсети. Споменава се също, че Балдур има най-великия кораб, построяван дотогава, наречен Хрингхорни и нямало по-хубаво място от неговата зала, Брейдаблик.
Балдур бил убит от своя сляп брат Хьод със стрела от имел.